# 木村千咲
木村 千咲（きむら ちさ、8月28日 – ）は、日本の女性声優、歌手。兵庫県姫路市出身。音楽ユニット「群咲」ボーカル、作詞担当。IAMエージェンシー所属。

## 略歴
日本ナレーション演技研究所出身。ヴィムス、フリーランスを経て、2025年4月よりIAMエージェンシーに所属。
声優になろうと思ったきっかけは、女性が少年の声を演じていることに気づいたこと。自身に似ているキャラクターとして、『アイドルコネクト -AsteriskLive-』の柚木ミユ、『クズの本懐』の安楽岡花火をそれぞれ挙げている。
2020年3月末をもってヴィムスを退所し、翌日より自身のTwitterアカウントを開設した。同年6月26日、木村が作詞、加藤冴人が作曲を担当したオリジナル曲「ROR」を公開。その後の同年8月からは、ラムシーニがプロデュース・作編曲を務める音楽ユニット「群咲」のボーカル・作詞を担当し、本格的に音楽活動を開始した。
2025年4月1日、自身のX（旧Twitter）アカウントにて結婚を報告。

## 人物
方言は関西弁。
趣味はお菓子作り、水族館で画像検索、紅茶、カメラ、作曲。特技は歌唱、作詞。
資格は情報処理検定2級、簿記検定3級、ワープロ実務検定2級、普通自動車免許。

## 出演
太字はメインキャラクター。

### テレビアニメ
2016年
- ラブライブ!サンシャイン!!（女子生徒）
- ツキウタ。 THE ANIMATION（女の子）

2017年
- DYNAMIC CHORD（女子大生たち）

2018年
- メルヘン・メドヘン（友人、女生徒）
- ウマ娘 プリティーダービー（2018年 - 2023年、ダイワスカーレット） - 3シリーズ
- はるかなレシーブ（大城あかり）

2020年
- うまよん（ダイワスカーレット）

### 劇場アニメ
- ウマ娘 プリティーダービー 新時代の扉（2024年、ダイワスカーレット）

### OVA
- ウマ娘 プリティーダービー（2018年、ダイワスカーレット） - Blu-ray BOX 第4コーナー収録『BNWの誓い』

### Webアニメ
- ゲーム『ウマ娘 プリティーダービー』1st Anniversary Special Animation（2022年、ダイワスカーレット[16]）
- うまゆる（2022年 - 2023年、ダイワスカーレット[17]）
- 9分でわかるポケモンカードバトル ～「スカーレット&バイオレット」シリーズ～（2023年）[18]

### ゲーム
2016年
- アイドルコネクト -AsteriskLive-（柚木ミユ）
- 刻のイシュタリア（タルタロス）
- 幻獣姫（ハンプティ・ダンプティ）
- 戦国姫譚MURAMASA-雅-（斎藤義龍、春日局、名古屋城）
- クイズRPG 魔法使いと黒猫のウィズ（ミー・マニィ）

2017年
- シノビナイトメア（悠月神姫イザナミ）
- 超ダメージ姫さま（忍者姫 / カエデ）
- レジェンヌ（狛守和音）

2018年
- ぎゃる☆がん2（天使りーす）
- ブレイブソード×ブレイズソウル（インサイドフィクション、アイスエイジ）
- 編隊少女 フォーメーションガールズ（エリンシア・ショルメ）
- 鬼斬（エル・ガーゴイル）

2019年
- きららファンタジア（大城あかり）

2020年
- モンスターストライク（劉禅）
- アズールレーン（Z28）

2021年
- ウマ娘 プリティーダービー（2021年 - 2024年、ダイワスカーレット）
- 東方ダンマクカグラ（犬走椛）

2022年
- ユグドラ・レゾナンス（クラリーチェ）
- アイドルコネクト -AsteriskLive- 2022（柚木ミユ）

2023年
- グリム・ガーディアンズ デーモンパージ（りーす）

2024年
- ウマ娘 プリティーダービー 熱血ハチャメチャ大感謝祭!（ダイワスカーレット）
- カルドアンシェル（りーす ）

### ラジオ
- 群咲の古参ぶるなら今なのでは!?（2021年10月3日 - 2023年3月26日、文化放送）

### インターネット配信
- 亜咲花・木村千咲の咲きたいっ! サタデー（2024年5月25日 - 、ニコニコ ベルガモTALKSチャンネル・YouTube ベルガモチャンネル）[32]

### ボイスドラマ
- 湿度の高いあの娘の心の声が丸聞こえで 日原さあや（2022年、日原さあや）
- クールなメイドに甘々ご奉仕されてみませんか?（2022年、久遠麗華）
- ナイショの関係～茜沢倫奈～（2022年、茜沢倫奈）

### 朗読劇
- 朗読劇舞台「永久保貴一の極めて怖い話 2024」（2024年[33]）

## ディスコグラフィ

### キャラクターソング
| 発売日  | 商品名                                                                                            | 歌 | 楽曲                                              | 備考                                                                 |
| 2016年  | 2016年                                                                                            | 2016年 | 2016年                                            | 2016年                                                               |
| ------- | ------------------------------------------------------------------------------------------------- | --- | ------------------------------------------------- | -------------------------------------------------------------------- |
| 8月12日 | IDOL CONNECT -UNIT DISC- 初めまして、大好きです！                                                 | ナチュライク！ | 「ナチュラル＊シャイニー」 「いつだって」         | ゲーム『アイドルコネクト -AsteriskLive-』関連曲                      |
| 8月12日 | IDOL CONNECT -Solo Disc- Feelings of girl                                                         | 柚木ミユ（木村千咲） | 「ときめきDream-rium」                            | ゲーム『アイドルコネクト -AsteriskLive-』関連曲                      |
| 2017年  |                                                                                                   | |                                                   |                                                                      |
| 1月25日 | ウマ娘 プリティーダービー STARTING GATE 03                                                        | ダイワスカーレット（木村千咲） | 「Rising Girl」                                   | ゲーム『ウマ娘 プリティーダービー』関連曲                            |
| 1月25日 | ウマ娘 プリティーダービー STARTING GATE 03                                                        | ウオッカ（大橋彩香）、ダイワスカーレット（木村千咲）、ゴールドシップ（上田瞳） | 「うまぴょい伝説」 「ぼくらのブルーバードデイズ」 | ゲーム『ウマ娘 プリティーダービー』関連曲                            |
| 2月18日 | IDOL CONNECT -Memorial Disc- キミが一度笑うなら、千回わたしは歌うんだ。                           | 柚木ミユ（木村千咲） | 「無方向アドベンチュア」                          | ゲーム『アイドルコネクト -AsteriskLive-』関連曲                      |
| 8月18日 | IDOL CONNECT asterisk live! Star*Trine                                                            | 春宮空子（森千早都）、瀬月唯（相坂優歌）、羽田千乃（本渡楓）、火ノ前留奈（大久保瑠美）、高花ひかり（芝崎典子）、古風楓（大森日雅）、柚木ミユ（木村千咲）、泉水つかさ（橋本ちなみ）、坂上八葉（日高里菜） | 「Star*Trine」                                    | ゲーム『アイドルコネクト -AsteriskLive-』関連曲                      |
| 2018年  |                                                                                                   | |                                                   |                                                                      |
| 4月25日 | ウマ娘 プリティーダービー ANIMATION DERBY 01 Make debut!                                          | スピカ | 「Make debut!」                                   | テレビアニメ『ウマ娘 プリティーダービー』オープニングテーマ          |
| 5月9日  | ウマ娘 プリティーダービー ANIMATION DERBY 02 グロウアップ・シャイン！                             | スピカ | 「グロウアップ・シャイン！」                      | テレビアニメ『ウマ娘 プリティーダービー』エンディングテーマ          |
| 7月25日 | ウマ娘 プリティーダービー ANIMATION DERBY 03 Special Record!/Find My Only Way                     | スペシャルウィーク（和氣あず未）、サイレンススズカ（高野麻里佳）、トウカイテイオー（Machico）、ウオッカ（大橋彩香）、ダイワスカーレット（木村千咲）、ゴールドシップ（上田瞳）、メジロマックイーン（大西沙織）、エルコンドルパサー（高橋未奈美）、グラスワンダー（前田玲奈）、シンボリルドルフ（田所あずさ）、エアグルーヴ（青木瑠璃子）、ヒシアマゾン（巽悠衣子）、フジキセキ（松井恵理子）、マルゼンスキー（Lynn）、テイエムオペラオー（徳井青空）、ビワハヤヒデ（近藤唯）、ナリタブライアン（相坂優歌）、オグリキャップ（高柳知葉） | 「Special Record!」                               | テレビアニメ『ウマ娘 プリティーダービー』挿入歌                      |
| 7月25日 | ウマ娘 プリティーダービー ANIMATION DERBY 03 Special Record!/Find My Only Way                     | スピカ | 「Find My Only Way」                              | テレビアニメ『ウマ娘 プリティーダービー』エンディングテーマ          |
| 7月25日 | ウマ娘 プリティーダービー ANIMATION DERBY 03 Special Record!/Find My Only Way                     | スペシャルウィーク（和氣あず未）、サイレンススズカ（高野麻里佳）、トウカイテイオー（Machico）、ウオッカ（大橋彩香）、ダイワスカーレット（木村千咲）、ゴールドシップ（上田瞳）、メジロマックイーン（大西沙織）、エルコンドルパサー（高橋未奈美）、グラスワンダー（前田玲奈）、セイウンスカイ（鬼頭明里）、キングヘイロー（佐伯伊織）、ハルウララ（首藤志奈）、シンボリルドルフ（田所あずさ）、タイキシャトル（大坪由佳）、エアグルーヴ（青木瑠璃子）、ヒシアマゾン（巽悠衣子）、フジキセキ（松井恵理子）、マルゼンスキー（Lynn）、テイエムオペラオー（徳井青空）、ビワハヤヒデ（近藤唯）、ナリタブライアン（相坂優歌）、オグリキャップ（高柳知葉）、スーパークリーク（優木かな）、タマモクロス（大空直美）、イナリワン（井上遥乃）、ウイニングチケット（渡部優衣）、メジロライアン（土師亜文）、メジロドーベル（久保田ひかり）、ナイスネイチャ（前田佳織里）、エイシンフラッシュ（藤野彩水）、マチカネフクキタル（新田ひより）、メイショウドトウ（和多田美咲） | 「うまぴょい伝説」                                | テレビアニメ『ウマ娘 プリティーダービー』エンディングテーマ          |
| 9月12日 | ウマ娘 プリティーダービー ANIMATION DERBY 05                                                      | スペシャルウィーク（和氣あず未）、サイレンススズカ（高野麻里佳）、トウカイテイオー（Machico）、ウオッカ（大橋彩香）、ダイワスカーレット（木村千咲）、ゴールドシップ（上田瞳）、メジロマックイーン（大西沙織） | 「Special Record!」                               | テレビアニメ『ウマ娘 プリティーダービー』関連曲                      |
| 2019年  |                                                                                                   | |                                                   |                                                                      |
| 1月30日 | はるかなレシーブ BD・DVD第5巻特典CD                                                               | 大城あかり（木村千咲） | 「Do Your Best!」                                 | テレビアニメ『はるかなレシーブ』関連曲                               |
| 2月27日 | はるかなレシーブ BD・DVD第6巻特典CD                                                               | 大空遥（優木かな）、比嘉かなた（宮下早紀）、トーマス・紅愛（種﨑敦美）、トーマス・恵美理（末柄里恵）、大城あかり（木村千咲） | 「ツナガル」                                      | テレビアニメ『はるかなレシーブ』関連曲                               |
| 2021年  |                                                                                                   | |                                                   |                                                                      |
| 2月24日 | ウマ娘 プリティーダービー ANIMATION DERBY Season 2 vol.1「ユメヲカケル！」                        | スペシャルウィーク（和氣あず未）、サイレンススズカ（高野麻里佳）、トウカイテイオー（Machico）、ウオッカ（大橋彩香）、ダイワスカーレット（木村千咲）、ゴールドシップ（上田瞳）、メジロマックイーン（大西沙織） | 「ユメヲカケル！」                                | テレビアニメ『ウマ娘 プリティーダービー Season 2』オープニングテーマ |
| 3月17日 | ウマ娘 プリティーダービー WINNING LIVE 01                                                         | スペシャルウィーク（和氣あず未）、サイレンススズカ（高野麻里佳）、トウカイテイオー（Machico）、マルゼンスキー（Lynn）、オグリキャップ（高柳知葉）、ゴールドシップ（上田瞳）、ウオッカ（大橋彩香）、ダイワスカーレット（木村千咲）、タイキシャトル（大坪由佳）、グラスワンダー（前田玲奈）、メジロマックイーン（大西沙織）、エルコンドルパサー（髙橋ミナミ）、シンボリルドルフ（田所あずさ）、エアグルーヴ（青木瑠璃子）、マヤノトップガン（星谷美緒）、メジロライアン（土師亜文）、ライスシャワー（石見舞菜香）、アグネスタキオン（上坂すみれ）、ウイニングチケット（渡部優衣）、サクラバクシンオー（三澤紗千香）、スーパークリーク（優木かな）、ハルウララ（首藤志奈）、マチカネフクキタル（新田ひより）、ナイスネイチャ（前田佳織里）、キングヘイロー（佐伯伊織） | 「GIRLS' LEGEND U」                               | ゲーム『ウマ娘 プリティーダービー』オープニングテーマ                |
| 3月17日 | ウマ娘 プリティーダービー WINNING LIVE 01                                                         | スペシャルウィーク（和氣あず未）、サイレンススズカ（高野麻里佳）、トウカイテイオー（Machico）、マルゼンスキー（Lynn）、オグリキャップ（高柳知葉）、ゴールドシップ（上田瞳）、ウオッカ（大橋彩香）、ダイワスカーレット（木村千咲）、タイキシャトル（大坪由佳）、グラスワンダー（前田玲奈）、メジロマックイーン（大西沙織）、エルコンドルパサー（髙橋ミナミ）、シンボリルドルフ（田所あずさ）、エアグルーヴ（青木瑠璃子）、マヤノトップガン（星谷美緒）、メジロライアン（土師亜文）、ライスシャワー（石見舞菜香）、アグネスタキオン（上坂すみれ）、ウイニングチケット（渡部優衣）、サクラバクシンオー（三澤紗千香）、スーパークリーク（優木かな）、ハルウララ（首藤志奈）、マチカネフクキタル（新田ひより）、ナイスネイチャ（前田佳織里）、キングヘイロー（佐伯伊織） | 「うまぴょい伝説」                                | ゲーム『ウマ娘 プリティーダービー』関連曲                            |
| 3月31日 | ウマ娘 プリティーダービー ANIMATION DERBY Season 2 vol.3 Original Sound Track                     | スペシャルウィーク（和氣あず未）、サイレンススズカ（高野麻里佳）、トウカイテイオー（Machico）、ウオッカ（大橋彩香）、ダイワスカーレット（木村千咲）、ゴールドシップ（上田瞳）、メジロマックイーン（大西沙織）、シンボリルドルフ（田所あずさ）、ナイスネイチャ（前田佳織里）、ツインターボ（花井美春）、イクノディクタス（田澤茉純）、マチカネタンホイザ（遠野ひかる）、メジロパーマー（のぐちゆり）、ダイタクヘリオス（山根綺）、ミホノブルボン（長谷川育美）、ライスシャワー（石見舞菜香）、ビワハヤヒデ（近藤唯）、ナリタタイシン（渡部恵子）、ウイニングチケット （渡部優衣）、キタサンブラック（矢野妃菜喜）、サトノダイヤモンド（立花日菜）、マルゼンスキー（Lynn）、マヤノトップガン（星谷美緒）、ヒシアケボノ（松嵜麗）、エアグルーヴ（青木瑠璃子）、マチカネフクキタル（新田ひより）、メイショウドトウ（和多田美咲）、セイウンスカイ（鬼頭明里）、グラスワンダー（前田玲奈）、エルコンドルパサー（髙橋ミナミ）、サクラバクシンオー（三澤紗千香）、メジロライアン（土師亜文）、メジロドーベル（久保田ひかり）、ナリタブライアン（衣川里佳） | 「うまぴょい伝説（TV Size）」                     | テレビアニメ『ウマ娘 プリティーダービー Season 2』エンディングテーマ |
| 8月28日 | 3rd EVENT WINNING DREAM STAGE Solo Vocal Tracks Vol.2                                             | ダイワスカーレット（木村千咲） | 「ユメヲカケル！」                                | テレビアニメ『ウマ娘 プリティーダービー Season 2』関連曲             |
| 9月22日 | ウマ娘 プリティーダービー WINNING LIVE 02                                                         | ダイワスカーレット（木村千咲）、グラスワンダー（前田玲奈）、テイエムオペラオー（徳井青空）、ナリタブライアン（衣川里佳）、シンボリルドルフ（田所あずさ）、エアグルーヴ（青木瑠璃子）、ビワハヤヒデ（近藤唯）、マヤノトップガン（星谷美緒）、ミホノブルボン（長谷川育美）、ウイニングチケット（渡部優衣）、カワカミプリンセス（高橋花林）、スイープトウショウ（杉浦しおり）、ナリタタイシン（渡部恵子）、ニシノフラワー（河井晴菜）、メジロドーベル（久保田ひかり） | 「うまぴょい伝説」                                | ゲーム『ウマ娘 プリティーダービー』関連曲                            |
| 9月22日 | ウマ娘 プリティーダービー WINNING LIVE 02                                                         | ダイワスカーレット（木村千咲）、ミホノブルボン（長谷川育美）、マヤノトップガン（星谷美緒）、エアグルーヴ（青木瑠璃子）、シンボリルドルフ（田所あずさ）、ナリタブライアン（衣川里佳）、テイエムオペラオー（徳井青空）、グラスワンダー（前田玲奈） | 「Never Looking Back」                            | ゲーム『ウマ娘 プリティーダービー』関連曲                            |
| 2022年  |                                                                                                   | |                                                   |                                                                      |
| 2月22日 | ウマ娘 プリティーダービー Solo Vocal Tracks Vol.3 -4th EVENT SPECIAL DREAMERS!!-                  | ダイワスカーレット（木村千咲） | 「Never Looking Back（Game Size）」               | ゲーム『ウマ娘 プリティーダービー』関連曲                            |
| 9月28日 | ウマ娘 プリティーダービー WINNING LIVE 08                                                         | ウオッカ（大橋彩香）、ダイワスカーレット（木村千咲）、マヤノトップガン（星谷美緒）、スマートファルコン（大和田仁美）、ダイタクヘリオス（山根綺）、サクラローレル（真野美月）、ヤマニンゼファー（今泉りおな）、ダイイチルビー（礒部花凜）、アストンマーチャン（井上ほの花）、ケイエスミラクル（佐藤日向）、コパノリッキー（稲垣好）、ホッコータルマエ（菊池紗矢香）、ワンダーアキュート（須藤叶希） | 「Gaze on Me!」                                   | ゲーム『ウマ娘 プリティーダービー』関連曲                            |
| 9月28日 | ウマ娘 プリティーダービー WINNING LIVE 08                                                         | スペシャルウィーク（和氣あず未）、サイレンススズカ（高野麻里佳）、ゴールドシップ（上田瞳）、ウオッカ（大橋彩香）、ダイワスカーレット（木村千咲）、メジロマックイーン（大西沙織）、ナリタブライアン（衣川里佳）、マヤノトップガン（星谷美緒）、ライスシャワー（石見舞菜香）、ウイニングチケット（渡部優衣）、スマートファルコン（大和田仁美）、ダイタクヘリオス（山根綺）、サクラローレル（真野美月）、ヤマニンゼファー（今泉りおな）、ダイイチルビー（礒部花凜）、アストンマーチャン（井上ほの花）、ケイエスミラクル（佐藤日向）、コパノリッキー（稲垣好）、ホッコータルマエ（菊池紗矢香）、ワンダーアキュート（須藤叶希） | 「うまぴょい伝説」                                | ゲーム『ウマ娘 プリティーダービー』関連曲                            |
| 10月4日 | ウマ娘 プリティーダービー Solo Vocal Tracks Vol.5 －4th EVENT SPECIAL DREAMERS!! EXTRA STAGE－    | ダイワスカーレット（木村千咲） | 「We are DREAMERS!!（Game Size）」                | ゲーム『ウマ娘 プリティーダービー』関連曲                            |
| 2023年  |                                                                                                   | |                                                   |                                                                      |
| 3月29日 | アニメ『うまゆる』アルバム                                                                        | ウオッカ（大橋彩香）、ダイワスカーレット（木村千咲）、ツルマルツヨシ（青山吉能）、シンボリクリスエス（春川芽生）、タニノギムレット（松岡美里） | 「ゆるパカHAPPY DAYS!」                           | Webアニメ『うまゆる』エンディングテーマ                              |
| 3月29日 | アニメ『うまゆる』アルバム                                                                        | マルゼンスキー（Lynn）、ダイワスカーレット（木村千咲）、エアシャカール（津田美波）、ツインターボ（花井美春）、ハッピーミーク（吉咲みゆ） | 「Dance 2 Endless Beat」                          | Webアニメ『うまゆる』エンディングテーマ                              |
| 3月29日 | アニメ『うまゆる』アルバム                                                                        | スペシャルウィーク（和氣あず未）、サイレンススズカ（高野麻里佳）、トウカイテイオー（Machico）、マルゼンスキー（Lynn）、オグリキャップ（高柳知葉）、ゴールドシップ（上田瞳）、ウオッカ（大橋彩香）、ダイワスカーレット（木村千咲）、グラスワンダー（前田玲奈）、メジロマックイーン（大西沙織）、エルコンドルパサー（髙橋ミナミ）、テイエムオペラオー（徳井青空）、シンボリルドルフ（田所あずさ）、エアグルーヴ（青木瑠璃子）、アグネスデジタル（鈴木みのり）、セイウンスカイ（鬼頭明里）、ファインモーション（橋本ちなみ）、マヤノトップガン（星谷美緒）、ユキノビジン（山本希望）、アグネスタキオン（上坂すみれ）、イナリワン（井上遥乃）、ウイニングチケット（渡部優衣）、エアシャカール（津田美波）、トーセンジョーダン（鈴木絵理）、ナカヤマフェスタ（下地紫野）、ナリタタイシン（渡部恵子）、ハルウララ（首藤志奈）、マチカネフクキタル（新田ひより）、メイショウドトウ（和多田美咲）、キングヘイロー（佐伯伊織）、マチカネタンホイザ（遠野ひかる）、ダイタクヘリオス（山根綺）、ツインターボ（花井美春）、シリウスシンボリ（ファイルーズあい）、ツルマルツヨシ（青山吉能）、シンボリクリスエス（春川芽生）、タニノギムレット（松岡美里）、ハッピーミーク（吉咲みゆ） | 「うまぴょい伝説（Game Size）」                   | Webアニメ『うまゆる』エンディングテーマ                              |
| 9月16日 | ウマ娘 プリティーダービー Solo Vocal Tracks Vol.7 5th EVENT ARENA TOUR GO BEYOND -GAZE-           | ダイワスカーレット（木村千咲） | 「Everlasting BEATS（Game Size）」                | ゲーム『ウマ娘 プリティーダービー』関連曲                            |
| 11月1日 | ウマ娘 プリティーダービー Season 3 ANIMATION DERBY Season 3 vol.2「アコガレChallenge Dash!!」     | キタサンブラック（矢野妃菜喜）、スペシャルウィーク（和氣あず未）、サイレンススズカ（高野麻里佳）、トウカイテイオー（Machico）、ウオッカ（大橋彩香）、ダイワスカーレット（木村千咲）、ゴールドシップ（上田瞳）、メジロマックイーン（大西沙織） | 「アコガレChallenge Dash!!」                      | テレビアニメ『ウマ娘 プリティーダービー Season 3』エンディングテーマ |
| 11月1日 | ウマ娘 プリティーダービー Season 3 ANIMATION DERBY Season 3 vol.2「アコガレChallenge Dash!!」     | キタサンブラック（矢野妃菜喜）、スペシャルウィーク（和氣あず未）、サイレンススズカ（高野麻里佳）、トウカイテイオー（Machico）、ウオッカ（大橋彩香）、ダイワスカーレット（木村千咲）、ゴールドシップ（上田瞳）、メジロマックイーン（大西沙織） | 「うまぴょい伝説」                                | テレビアニメ『ウマ娘 プリティーダービー Season 3』関連曲             |
| 2024年  |                                                                                                   | |                                                   |                                                                      |
| 1月10日 | TVアニメ『ウマ娘 プリティーダービー Season 3』ANIMATION DERBY Season 3 vol.3 Original Sound Track | キタサンブラック（矢野妃菜喜）、サトノダイヤモンド（立花日菜）、サトノクラウン（鈴代紗弓）、シュヴァルグラン（夏吉ゆうこ）、サウンズオブアース（MAKIKO）、ドゥラメンテ（秋奈）、トウカイテイオー（Machico）、メジロマックイーン（大西沙織）、ゴールドシップ（上田瞳）、スペシャルウィーク（和氣あず未）、サイレンススズカ（高野麻里佳）、ウオッカ（大橋彩香）、ダイワスカーレット（木村千咲）、ナイスネイチャ（前田佳織里）、ツインターボ（花井美春）、イクノディクタス（田澤茉純）、マチカネタンホイザ（遠野ひかる）、ロイスアンドロイス（田辺留依）、ヴィルシーナ（奥野香耶）、ヴィブロス（伊藤彩沙）、シンボリルドルフ（田所あずさ）、エアグルーヴ（青木瑠璃子）、ミホノブルボン（長谷川育美）、ライスシャワー（石見舞菜香）、サクラバクシンオー（三澤紗千香）、トーセンジョーダン（鈴木絵理）、マチカネフクキタル（新田ひより）、メイショウドトウ（和多田美咲）、メジロパーマー（のぐちゆり）、ダイタクヘリオス（山根綺）、コパノリッキー（稲垣好） | 「うまぴょい伝説」                                | テレビアニメ『ウマ娘 プリティーダービー Season 3』エンディングテーマ |
| 5月24日 | 劇場版『ウマ娘 プリティーダービー 新時代の扉』オリジナル・サウンドトラック                        | ジャングルポケット（藤本侑里）、アグネスタキオン（上坂すみれ）、マンハッタンカフェ（小倉唯）、ダンツフレーム（福嶋晴菜）、フジキセキ（松井恵理子）、テイエムオペラオー（徳井青空）、ナリタトップロード（中村カンナ）、メイショウドトウ（和多田美咲）、アドマイヤベガ（咲々木瞳）、オグリキャップ（高柳知葉）、ダイワスカーレット（木村千咲）、アグネスデジタル（鈴木みのり）、ユキノビジン（山本希望）、ライスシャワー（石見舞菜香）、エアシャカール（津田美波）、カレンチャン（篠原侑）、ゴールドシチー（香坂さき）、トーセンジョーダン（鈴木絵理）、ハルウララ（首藤志奈）、キングヘイロー（佐伯伊織）、ヒシミラクル（春日さくら） | 「うまぴょい伝説」                                | 劇場アニメ『ウマ娘 プリティーダービー 新時代の扉』エンディングテーマ |
| 8月31日 | ウマ娘 プリティーダービー Solo Vocal Tracks Vol.10 Twinkle Circle! in HAKODATE                    | ダイワスカーレット（木村千咲） | 「トレセン音頭（Game Size）」                     | ゲーム『ウマ娘 プリティーダービー』関連曲                            |

### シリーズ一覧
1. ↑  第1期（2018年）、Season 2[13]（2021年）、Season 3[14]（2023年）

### ユニットメンバー
1. ↑  柚木ミユ（木村千咲）、泉水つかさ（橋本ちなみ）、坂上八葉（日高里菜）
2. 1 2  スペシャルウィーク（和氣あず未）、サイレンススズカ（高野麻里佳）、トウカイテイオー（Machico）、ウオッカ（大橋彩香）、ダイワスカーレット（木村千咲）、ゴールドシップ（上田瞳）、メジロマックイーン（大西沙織）